# Gunung Hohoban
Gunung Hohoban är ett berg i Indonesien. Det ligger i den nordöstra delen av landet, 1 800 km öster om huvudstaden Jakarta. Toppen på Gunung Hohoban är 1 553 meter över havet.
Terrängen runt Gunung Hohoban är huvudsakligen kuperad, men åt nordväst är den bergig. Runt Gunung Hohoban är det ganska glesbefolkat, med 43 invånare per kvadratkilometer. I omgivningarna runt Gunung Hohoban växer i huvudsak städsegrön lövskog.